# Hitchhiker
Hitchhiker je studiové album kanadského hudebníka Neila Younga. Vyšlo 8. září 2017, kdy jej vydalo Youngovo dlouholeté vydavatelství Reprise Records. Spolu s Youngem je producentem desky David Briggs, přičemž postprodukce se ujal John Hanlon. Nahráno bylo dne 11. srpna 1976 ve studiu Indigo Ranch Recording Studio v kalifornském Malibu. Většinu písní Young později vydal na svých následujících albech, dvě však zůstaly před vydáním této desky oficiálně nevydané.

## Seznam skladeb
1. Pocahontas
2. Powderfinger
3. Captain Kennedy
4. Hawaii
5. Give Me Strength
6. Ride My Llama
7. Hitchhiker
8. Campaigner
9. Human Highway
10. The Old Country Waltz